# Rutigliano
Rutigliano (Retegghiéne in dialetto rutiglianese) è un comune italiano di 18 207 abitanti della città metropolitana di Bari in Puglia. La cittadina del sud-est barese, insieme ad altri sei comuni pugliesi, nel 2010 si fregia del titolo di "Città d'arte" in rapporto al suo patrimonio storico-artistico-architettonico.
La cittadina è famosa per la produzione di uva da tavola e per la tradizionale attività figulina, praticata sin dal neolitico, ed oggi legata ai tegami di creta per la cottura di vivande e la produzione dei tipici "fischietti" in terracotta (finissime opere d'arte artigiana). Ad essi è dedicata la tradizionale "Fiera del Fischietto in terracotta Città di Rutigliano" che si tiene il 17 gennaio di ogni anno in occasione della festa liturgica di Santo Antonio abate.

## Geografia fisica

### Territorio
L'abitato di Rutigliano è situato a circa 20 km dal capoluogo pugliese, sui primi rilievi delle Murge a circa 100–200 m s.l.m.
Il territorio rutiglianese è geologicamente caratterizzato dalla presenza di affioramenti rocciosi che risalgono al Cretacico, ricchi di testimonianze fossili, come i resti di pesce vissuti 90 milioni di anni fa rinvenuti nella contrada Annunziata.
In superficie il terreno è caratterizzato dalla presenza di argille, particolarmente utili all'agricoltura.

### Clima
| RUTIGLIANO         | Mesi | Mesi | Mesi | Mesi | Mesi | Mesi | Mesi | Mesi | Mesi | Mesi | Mesi | Mesi | Stagioni | Stagioni | Stagioni | Stagioni | Anno |
| RUTIGLIANO         | Gen  | Feb  | Mar  | Apr  | Mag  | Giu  | Lug  | Ago  | Set  | Ott  | Nov  | Dic  | Inv      | Pri      | Est      | Aut      | Anno |
| ------------------ | ---- | ---- | ---- | ---- | ---- | ---- | ---- | ---- | ---- | ---- | ---- | ---- | -------- | -------- | -------- | -------- | ---- |
| T. max. media (°C) | 7,6  | 6,2  | 12,8 | 14,5 | 18,0 | 23,4 | 30,0 | 30,6 | 22,5 | 21,0 | 11,1 | 4,8  | 6,2      | 15,1     | 28,0     | 18,2     | 16,9 |

## Storia
Rutigliano, come molti centri meridionali, nasce, in epoca altomedievale, da quel fenomeno chiamato sinecismo, per il quale la popolazione dispersa nelle campagne, o in villaggi insediatisi principalmente lungo le lame, si coagula intorno a siti caratterizzati da una qualche forma di autorità, laica o religiosa. Molti villaggi come Bigetti, Timine, Casilia, Cabiano, Minerva, furono abbandonati per dar vita al "loco Rutiliano". Successivamente i Normanni, con i loro feudatari, daranno vita alla svolta che trasformerà la città da locus a castellum Rutiliani.
Significativa è l'ubicazione degli insediamenti preesistenti: quello peuceta di Azetium (in contrada Castiello) e quello di Bigetti (in contrada Purgatorio) su Lama Giotta e quello di Minerva (contrada Annunziata) su Lama San Giorgio. I due solchi torrentizi Lama San Giorgio e Lama Giotta attraversano parallelamente il territorio in direzione nord-sud e in passato assolvevano al ruolo di vie di comunicazione tra l'entroterra e la costa.
Anche il borgo medievale si colloca, non casualmente, su un sito di altura, lambito da un canale di deflusso secondario denominato "Lama della Corte". Esso si presentava, alla metà dell'XI secolo, avvolto attorno a una primitiva fortificazione di epoca probabilmente bizantina, poi ristrutturata e ampliata dai Normanni.
Il 24 agosto 1059 papa Niccolò II emanò una bolla che riconosceva a Rutigliano il particolare status di nullius dioecesis, cioè territorio non soggetto a nessun vescovo e dipendente direttamente da Roma. Era infatti l'arciprete della chiesa di Santa Maria della Colonna, nominato direttamente dal papa, ad esercitare funzioni quasi-vescovili. Tale privilegio fu abrogato solo nel 1662, quando Rutigliano fu sottoposta all'autorità del vescovo di Conversano.
Primo conte di Rutigliano fu il Normanno Ugo Bassavilla (intorno al 1108) che probabilmente fece costruire la torre normanna e ampliò la chiesa di Santa Maria della Colonna, dove è conservata una lapide con lo stemma del casato e l'iscrizione  UGO FIL.US ASGOT DINASTA FUNDATUR  (Ugo figlio di Asgot fondatore della dinastia)
Nel 1194 subentrarono gli Svevi e in seguito gli Angioini nel 1266. Carlo II d'Angiò nel 1304 donò metà feudo al Real Capitolo di San Nicola di Bari e l'altra metà a Giovanna di Anselmo de Chanbros. Vari feudatari si susseguiranno nei secoli seguenti. Gli Orsini del Balzo, i Filomarino, i d'Azzia, gli Acquaviva, la regina Bona Sforza di Polonia, i Brancaccio, i Pappacoda, i Carafa di Noja e i Lamberti-de Bellis di Bari, fino all'abolizione della feudalità del 1806.

## Toponimo
In riguardo al toponimo sono state avanzate due ipotesi: 
- dal nomen della gens Rutilia, una famiglia di Roma antica.
- dall'aggettivo latino rutilus che significa "fulvo, rossiccio".

Nel secondo caso, "rutilus", con l'aggiunta del suffisso " -anus ", donde "Rutilianum" (come dai documenti antichi) riporterebbe al plausibile significato di Città della terra rossa come spesso è definita la cittadina per via della singolare composizione pedologica. Il contado è ricco di terre rosse, suoli residuali, con presenza accentuata di frazione calcarea ed argillosa. I cospicui affioramenti e l'estrazione della stessa hanno consentito, fin dalle epoche più antiche, lo sviluppo dell'artigianato e di una raffinata arte fittile, come dimostrano i reperti archeologici e l'ancora praticata attività figulina (sofisticata lavorazione di contenitori in terra cotta e fischietti).

### Simboli
Lo stemma comunale riprende lo stemma araldico di Ugo Bassavilla primo feudatario normanno di Rutigliano: di rosso ai due grifoni con le ali spiegate d'oro confrontati e controrampanti una colonna dello stesso, sormontata da globo imperiale cimato di una croce, il tutto poggiato su una terrazza d'oro.

## Monumenti e luoghi d'interesse

### Architetture militari

#### Castello Normanno
Il castello di Rutigliano ebbe origine da successivi ampliamenti e riarticolazioni di una più antica torre di guardia che dapprincipio si ergeva solitaria sul punto più alto della collinetta di Rutigliano. Il baluardo di epoca presumibilmente bizantina (X secolo) fu eretto a difesa del primitivo insediamento rutiglianese che è citato per la prima volta (in qualità di loco Rutiliano) in un documento del 1044, compreso nelle pergamene del Codice Diplomatico Barese.
Alla metà dell'XI secolo, con l'avvento dei Normanni, l'antica rocca, situata sulla sommità della collinetta su cui si stabilì l'insediamento, venne riedificata secondo gli stilemi architettonici dei dominatori nordici e assunse le fattezze che ha conservato sino ai giorni nostri. Il maschio così riedificato andò a costituire la torre maestra del maniero normanno, indicata ancora oggi per antonomasia come Torre Normanna. Attorno ad essa si avvitò il primitivo nucleo del borgo medievale, con andamento a schema focalizzato.
Al principio del XII secolo, contemporaneamente all'ampliamento planimetrico del borgo (a schema radiale), all'epoca in cui era feudatario di Rutigliano Ugo di Asgot (menzionato nel 1108 e in altre pergamene coeve), alla torre maestra fu aggiunta una seconda torre di guardia, che si ipotizza fosse inizialmente della medesima altezza della maggiore, e un terzo baluardo angolare posto a nord. Quest'ultimo, attualmente non distinguibile in quanto stretto fra diversi corpi di fabbrica di età moderna, dovette fungere da elemento di raccordo fra la cintura del castello e le mura urbane che vennero contestualmente innalzate nel corso del XII secolo. Dal 1108 in avanti, l'insediamento rutiglianese risulta citato non più come locum, bensì elevato al rango di castellum Rutiliani, indice dell'avvenuto completamento del processo di incastellamento e del compimento della prima fortificazione materiale del borgo. All'iniziativa dei primi feudatari normanni documentati (Maureliano nel 1089, Ugo di Asgot nel 1108, Ruggiero Arenga prima del 1123) è possibile associare le evidenze monumentali del castellum Rutiliani:
- il castello, munito di tre torri (Torre Maestra, Torre di Cinta, Baluardo) con muraglia di raccordo
- le mura di cinta di perimetrazione del borgo (di altezza compresa fra 7 e 10 m)
- le tre porte urbiche (Porta Castello ad est, Porta di Bari a nord e Porta Siconis a sud).

Al di là del circuito murario, ad ulteriore difesa dell'abitato fortificato, pochi anni dopo il 1123, sarebbe stato scavato un fossato (tuttora conservato in alcune porzioni di giardini urbani, posti a quota altimetrica inferiore fra le ultime abitazioni del borgo antico e i primi fabbricati dell'extramurale). Per la realizzazione del fossato che correva tutt'intorno alle mura della città, si rese necessario l'abbattimento di parte delle pertinenze del monastero benedettino di San Tommaso. Il cenobio benedettino rutiglianese di S. Thomae era stato fondato soltanto qualche tempo prima dal feudatario Ruggiero Arenga (ante 1123) e collocato presso le mura di mezzogiorno del borgo.
Fra XIII e XIV secolo (per altri sul finire del XV secolo) di fronte alla torre di cinta, a maggiore difesa della prima porta del borgo (Porta Castello), venne eretto un torrione semicircolare successivamente inglobato in un palazzo rinascimentale, appartenuto ai nobili de Franceschis (oggi di proprietà Moccia).

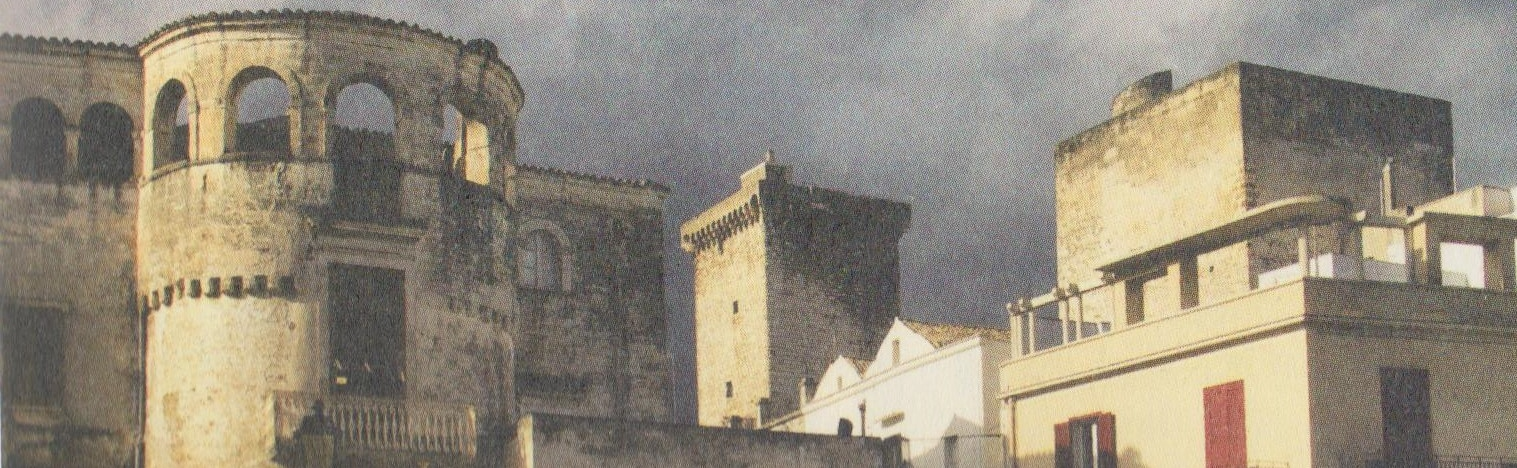
Tre elementi delle fortificazioni del borgo antico di Rutigliano. In primo piano a sinistra: il Torrione Semicircolare (XIV-XV secolo) della cinta muraria dell'abitato antico (inglobato in un palazzo rinascimentale). A destra le due torri quadrangolari: la Torre Maestra (detta Torre Normanna) e la Torre di Cinta del Castello medievale (XII secolo).

L'assetto del castello normanno fu pesantemente manomesso tra basso medioevo ed età moderna, allorché il feudo rutiglianese fu amministrato dai priori del Capitolo della Basilica di San Nicola di Bari i quali, in qualità di baroni, detennero la giurisdizione sull'intero territorio rutiglianese dal 1306 sino all'abolizione della feudalità (1806).
Dell'originario complesso castellare sopravvivono oggi due delle maestose torri quadrangolari (di cui una quasi del tutto intatta) ed un terzo baluardo. Rimane ancora integro il portale di accesso alla corte interna, del resto parecchio rimaneggiata nel corso dei secoli.
La Torre Maestra si compone di più piani sovrapposti e termina con un terrazzo con cornicione aggettante a beccatelli munito di bertesca per la difesa piombante. Le due torri superstiti e il baluardo settentrionale sono tutte di proprietà privata. La torre maestra (o Torre Normanna) appartiene alla famiglia Antonelli, per eredità ricevuta dalle estinte famiglie Torres e Ribera che la incamerarono all'epoca dell'abolizione della feudalità. La Torre di Cinta e il terzo baluardo sono comprese nelle proprietà immobiliari, rispettivamente, delle famiglie Colamussi e Poli.
La Torre Normanna, monumento rappresentativo della città, restaurata e resa agibile di recente, a seguito della sottoscrizione di una temporanea convenzione fra proprietario dell'immobile e il Comune di Rutigliano, è talvolta aperta alle visite guidate gestite dalle associazioni culturali del posto particolarmente attive sul territorio (Archeoclub d'Italia e Pro Loco).

### Architetture civili

#### Palazzi
- Palazzo Arcipretale edificato nel XVIII secolo
- Palazzo Settanni edificato nel XIX secolo
- Palazzo Messeni-Localzo edificato nel XIX secolo
- Palazzo de Cannetis-Pappalepore-Moccia edificato nei secoli XVII-XVIII
- Palazzo Moccia dell'Erba edificato nel XVII secolo
- Palazzo del Catapano- de Franceschis- Moccia edificato nei secoli XV-XVIII
- Palazzo Colamussi I edificato nel XVIII secolo
- Palazzo Colamussi II edificato nel XVIII secolo
- Palazzo Trojano I edificato nel XVIII secolo
- Palazzo Chiaia edificato nel XIX secolo
- Palazzo Suglia edificato nel XIX secolo
- Palazzo Trojano II edificato nel XIX secolo
- Palazzo Losito-Trojano edificato nel XIX secolo
- Palazzo Antonelli edificato nei secoli XVI-XVIII
- Palazzo Guarnieri edificato edificato nel XVII secolo
- Palazzo Poli edificato nel XIX secolo
- Palazzo Suglia Passeri nel XIX secolo
- Palazzo de Bellis edificato nel XIX secolo
- Palazzo Severini edificato nel XVI secolo
- Palazzo D'Onofrio Scarpa edificato nel XVIII secolo
- Palazzo Antonelli Campanella nel XIX secolo
- Palazzo Renna edificato nel XIX secolo
- Palazzo Pappalepore edificato nel XIX secolo
- Palazzo Dalena edificato nel XVIII secolo
- Palazzo Dellairo edificato nel XVIII secolo
- Palazzo Nakerlilla edificato nei secoli XVII-XVIII
- Palazzo de Gonnella edificato nel XVI secolo
- Palazzo Da Ponte edificato nel XVII secolo

#### Masserie
Le campagne rutiglianesi sono disseminate di masserie, alcune delle quali di origine antica. Si segnalano, fra le altre, la singolare masseria fortificata Panicelli del XV secolo, la quale appare in forma di castello per i suoi quattro bastioni perimetrali a scarpa, l'accesso ai vani signorili con scala che ha sostituito il ponte levatoio.
Notevoli e storiche pure: la Masseria San Martino sull'omonima contrada; la Masseria della Madonna, raggiungibile da via Adelfia; Masseria Purgatorio in contrada Bigetti; Masseria Ciacci sull'omonima contrada; Masseria le Monache sull'omonima contrada e le altre Masseria San Nicola, Masseria Pagnotta, l'antica Masseria De Bellis (Don Ciccio), Masseria Favale.

### Architetture religiose

#### Chiesa Matrice Santa Maria della Colonna e San Nicola di Bari

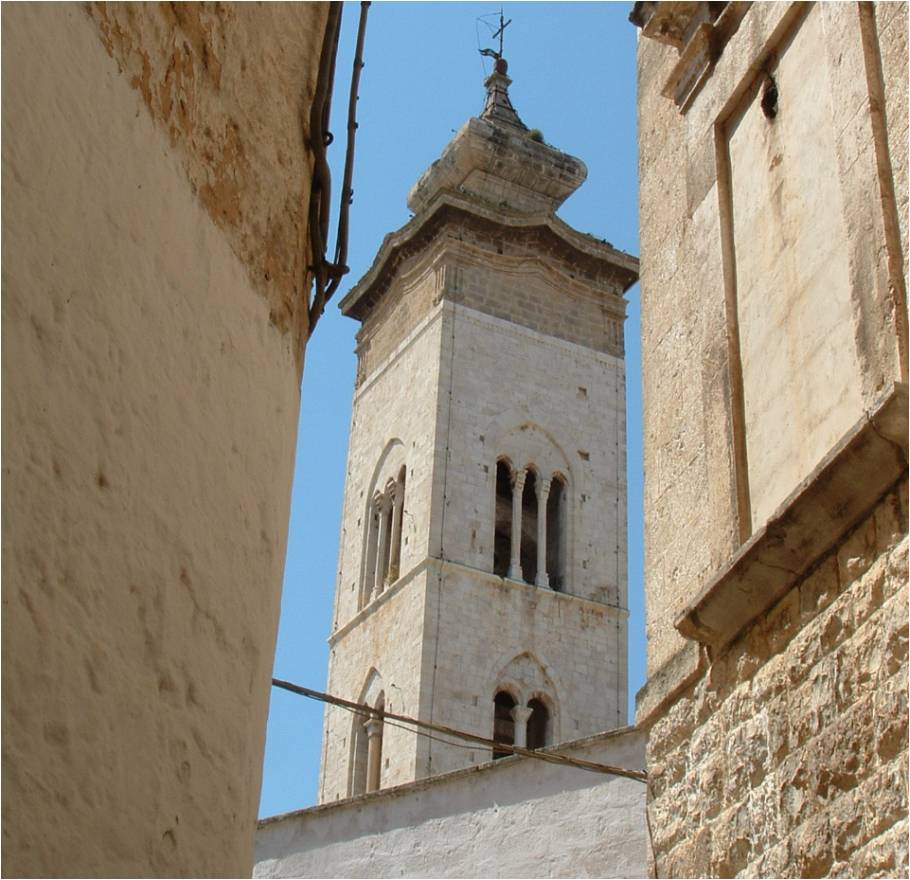
Campanile romanico con la guglia barocca della Collegiata.

Istituita nel 1059 con una bolla di papa Niccolò II come nullius dioecesis e consacrata nel 1108 dal vescovo di Conversano, monsignor Sasso, sino al 1662 fu dipendente direttamente dalla Santa Sede, che ne nominava gli arcipreti. Più volte ristrutturata, conserva all'esterno il primigenio campanile romanico (tra i pochi esempi nell'area barese), munito di trifore e un portale la cui architrave riporta un bassorilievo dell'XI secolo raffigurante il Cristo tra gli apostoli. Nell'interno a tre navate, che si caratterizza per la successiva cupola barocca, si conservano il leggio marmoreo recante l'iscrizione UGO FIL.US ASGOT DINASTA FUNDATUR e il simbolo della famiglia Bassavilla (diventato poi stemma cittadino), l'icona trecentesca della Madonna delle Grazie, alcuni affreschi perimetrali e un polittico di Antonio Vivarini del tardo XV secolo. Al Settecento risalgono il coro ligneo, l'organo a 24 canne e alcune tele di Domenico Carella e Samuele Tatulli. L'attiguo archivio capitolare custodisce atti e documenti della chiesa a partire dal Seicento.

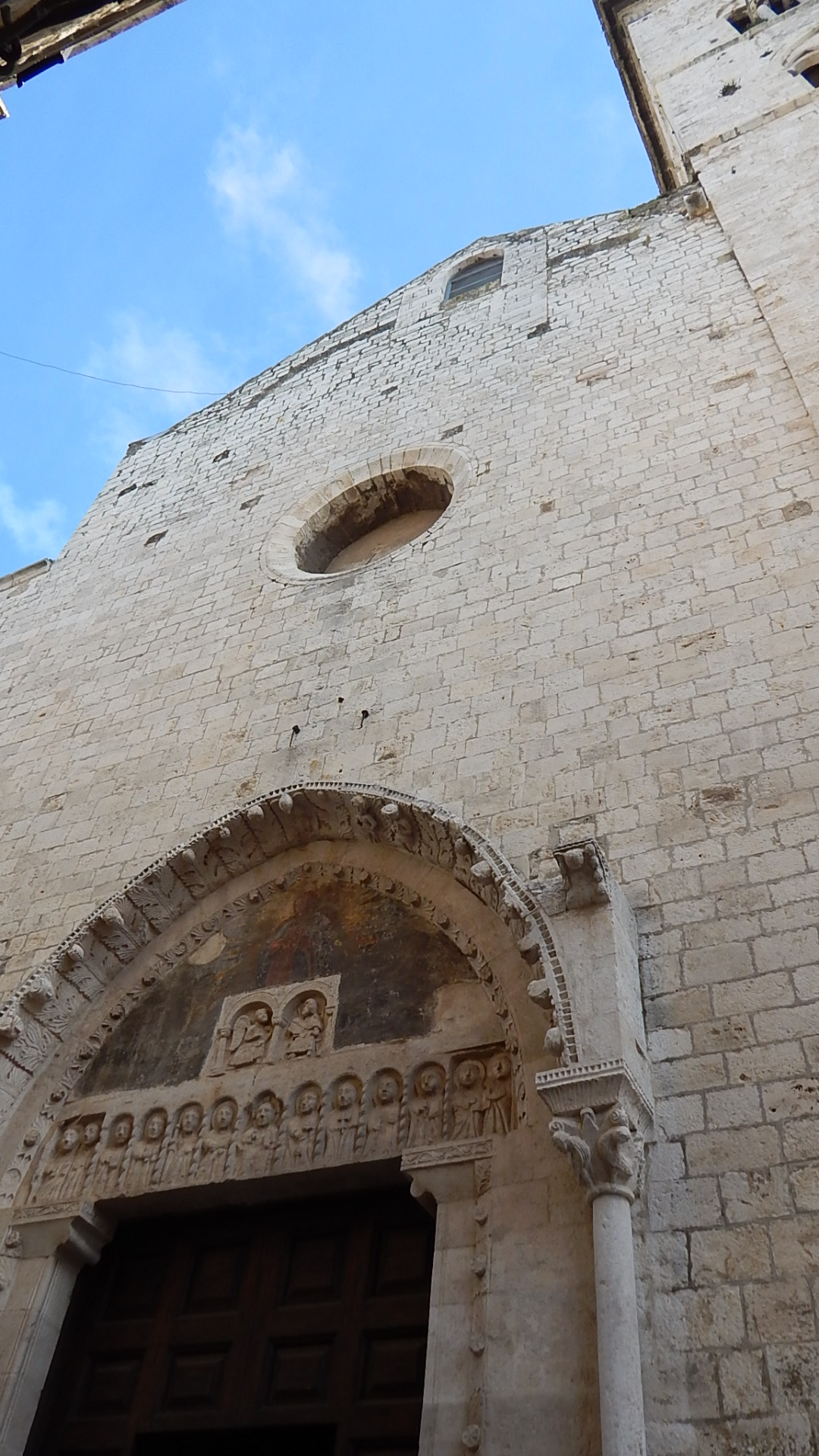
Portale romanico "delli ziti".

Nel 2010, in occasione dell'innalzamento di Rutigliano a "Città d'arte", la Società Italiana per la Protezione dei Beni Culturali (Sipbc) ha assegnato lo scudo blu alla collegiata di Santa Maria della Colonna e San Nicola, la storica millenaria chiesa romanica che domina il borgo antico di Rutigliano, ricca di pregevoli testimonianze artistiche come, tra gli altri, il celebre polittico del Vivarini e l'icona trecentesca bizantina dell'Odegitria.

#### Altre chiese intra moenia
- Chiesa di Sant'Andrea (o di Santa Chiara) ed annesso ex Convento delle Monache Clarisse (XVI secolo), ricostruita in forme neoclassiche nel XIX secolo in luogo della preesistente chiesa cinquecentesca di Sant'Andrea (o di Santa Maria del Soccorso). Dal 1519 sino agli inizi del 1800 il convento fu sede di una comunità di suore clarisse. Dal 1910 ospita una comunità di Suore crocifisse adoratrici dell'Eucaristia.
- Chiesa di San Vincenzo (nota come Sant'Anna), menzionata dalle fonti a partire dal XIV secolo. È sede del culto dedicato a Santa Rita da Cascia e ai Santi Medici.
- Chiesa di San Gregorio Magno (o del Purgatorio Vecchio), edificata nel XVII secolo, entro il nucleo più antico del borgo fortificato. Ospita l'archivio-biblioteca capitolare della collegiata di Santa Maria della Colonna.
- Chiesa dell'Immacolata (o del Purgatorio Nuovo), edificata nel XVIII secolo, annessa al castello medievale, all'epoca della costruzioni facente funzioni di palazzo baronale. La presenza di una finestra interna consentiva l'affaccio diretto del castellano dalle sale baronali del complesso castellare.

##### Parrocchie
- Chiesa di San Giovanni Battista (nota come San Domenico) e annesso ex convento dei domenicani, edificati nel XVII secolo, sulla via per Bari e Noicattaro. È sede della parrocchia di San Domenico.
- Chiesa di Maria Santissima Addolorata, edificata nel 1843 inglobando la preesistente cappella di San Rocco (fondata nel 1509), al crocevia fra le due antiche strade per Conversano e Turi. È sede dell'omonima parrocchia.
- Chiesa del Cuore Immacolato di Maria, edificata negli anni '70 del Novecento, a monte del rione Fragasso. È sede dell'omonima parrocchia.

##### Rettorie
- Chiesa di Maria Santissima del Carmine, riedificata fra XIX e XX secolo in luogo della chiesa settecentesca, sorta a sua volta su una più antica cappella intitolata a San Rocco di Montpellier (fondata nel 1533), posta poco fuori dalle mura del borgo medievale, fra le due vecchie strade che conducevano a Mola e Noicattaro. È dedicata alla compatrona della città, la Vergine del Carmelo, solennemente festeggiata il 16 luglio di ogni anno; dalla metà del Novecento è anche sede del culto del Gesù Bambino di Praga, un tempo venerato nella cripta sottostante.
- Chiesa e convento dei padri cappuccini, sorti nel XVII secolo in luogo della più antica chiesa di San Michele, sulla via per Montrone. Ospita un'esigua fraternità francescana preposta alla reggenza del culto sorto intorno al Santissimo Crocifisso, scultura lignea del XVII secolo ivi conservata. Nel 1989 la chiesa conventuale fu eretta canonicamente a Santuario[9] del Ss. Crocifisso, manufatto ligneo raffigurante il Cristo in croce, attribuito all'artista gallipolino Vespasiano Genuino e datato al 1630. Al pregevole crocifisso secentesco è associata un'antica leggenda[10] (riportata dal cronista ottocentesco Lorenzo Cardassi) che narra del suo approdo miracoloso a Rutigliano, oltre a svariati miracoli legati alla cessazione di periodi di terribile siccità occorsi fra XVIII e XIX secolo. Al miracoloso Crocifisso venerato presso il convento dei Cappuccini, la cittadinanza rutiglianese dedica solenni festeggiamenti nei giorni 13, 14 e 15 settembre. A partire dalla prima metà del secolo scorso la festa del Crocifisso ha assunto sempre più lo spessore di "maggiore festa", superando per importanza e fervore devozionale il culto e i festeggiamenti tributati al principale patrono San Nicola (II domenica di maggio) ed alla compatrona Santissima Maria del Carmine (16 luglio).
- Chiesa di San Nicola de Criptis, ricostruita nel 1903 in luogo di un più antico edificio di culto dedicato al santo di Myra e menzionato a partire dal XIV secolo, posto poco fuori dal borgo medievale, sull'antica via per Gioia e Casamassima. Le strutture della chiesa subdiale insistono tuttora su un complesso di grotte di epoca medievale (donde deriva il toponimo de criptis), in origine direttamente affacciate sull'alveo della depressione carsica che attraversa l'abitato, nota come Lama della Corte (canale di deflusso tributario della Lama San Giorgio). Attualmente è di proprietà privata e vi si officia il culto soltanto il 6 dicembre di ogni anno, giorno della memoria liturgica di San Nicola di Bari.

#### Chiese rurali

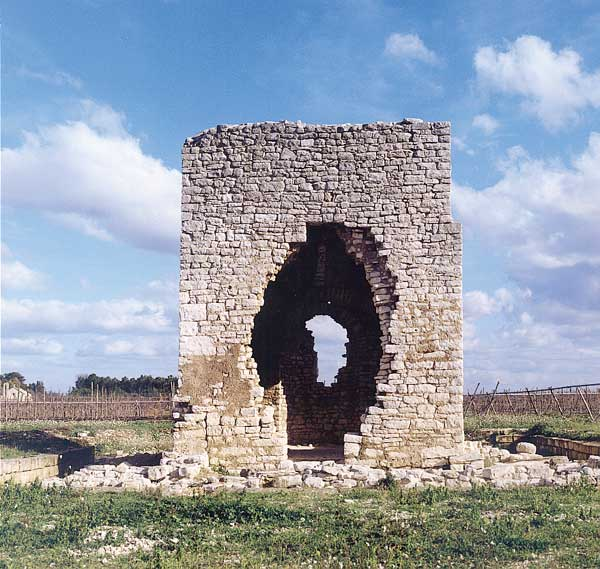
Ruderi della Chiesa paleocristiana di Sant'Apollinare (VI-VII secolo), riedificata sui resti di un tempietto paleocristiano di V-VI secolo. L'insediamento cristiano si è impostato su una villa rustica romana (III secolo d.C.), a sua volta sovrappostasi a una precedente necropoli del VI - IV secolo a.C..

- Chiesa di Maria Ss. Annunziata, riedificata nel 1727, in luogo di un preesistente edificio di culto intitolato a Santa Maria del Castello, che le fonti attestano come esistente almeno dal XVI secolo. È posta su un alto promontorio alla biforcazione di due lame, in prossimità di un'antica arteria viaria che collegava Rutigliano a Gioia del Colle.
- Chiesa della Madonna delle Grazie, edificata nel XVI secolo, sulla vecchia via per Mola.
- Chiesa di San Michele Arcangelo (o di Sant'Angelo), già menzionata in documenti risalenti al XIV secolo, sulla vecchia via per Noicattaro.
- Chiesa di Sant'Antonio Abate, edificata nel XV secolo, sulla via per Bari e Noicattaro.
- Chiesa della Madonna della Stella, edificata nel XVIII secolo, lungo l'antica via che conduce all'Abbazia di San Vito presso Polignano a Mare.
- Chiesa di Maria Santissima Materdomini, edificata nel XVII secolo, lungo l'antica via per Casamassima.
- Chiesa di San Lorenzo, riedificata fra 1736-1737 al posto di una chiesa più antica della metà del XV secolo (la prima attestazione documentaria è del 1466), in contrada Pozzo Cannella, strada secondaria per Noicattaro.
- Chiesa della Madonna del Palazzo ed annesso ex convento dei frati minori conventuali edificata nel XVII secolo e successivamente ampliata fra XVIII e XIX secolo, sull'antica via per Turi. La chiesa conventuale ingloba una preesistente cappella degli inizi del XV secolo dedicata a Santa Maria del Palazzo (in seguito epitetata Vergine dell'Abbondanza), le cui fondazioni sono venute alla luce durante i restauri dei primi anni Duemila.
- Ruderi della chiesa di Sant'Apollinare, fino a qualche anno fa si riteneva fosse stata edificata intorno al X - XI secolo. Recenti studi[11] hanno fornito nuove ipotesi interpretative sulla datazione della chiesa più recente a doppia cupola in asse (quella attuale), che andrebbe messa in relazione di contemporaneità col sepolcreto altomedievale (assegnato al VI - VII secolo) emerso nel corso dei lavori di restauro del tempietto (1983-1984). La chiesetta attuale mononavata si sarebbe innestata sui resti di un più antico tempietto paleocristiano, di cui sono emerse le evidenze materiali durante gli scavi archeologici intrapresi dalla Soprintendenza Archeologica della Puglia fra anni '70 ed '80 del Novecento presso contrada Purgatorio. Tale chiesa più antica, posta a una quota inferiore rispetto all'attuale, è stata datata al V - VI secolo sulla scorta del rinvenimento di un'antefissa con croce e colomba. Il sito in questione, che ha funzionato come insediamento cristiano tra V e VIII secolo (a carattere necropolare, nella sua seconda fase), insiste su un apprestamento di età imperiale (le fondazioni di una villa rustica romana), a sua volta impostatasi su una precedente necropoli di età arcaico-classica (VI - IV secolo a.C.).

### Evoluzione demografica
Abitanti censiti

### Minoranze etniche e linguistiche
Rutigliano vanta una rilevante comunità albanese, insediatasi gradualmente in loco, a partire dagli anni novanta del secolo scorso. Questa minoranza è notevolmente integrata nel tessuto socio-economico della città, grazie all'impiego prevalente nei settori dell'industria ortofrutticola. A questa si aggiungono anche le comunità rumene, polacche, slave e georgiane notevolmente attive nei campi dell'assistenza agli anziani. Oggi l'integrazione è molto migliorata soprattutto grazie al lavoro della scuola dell'obbligo e della libera università della terza età (attiva dal 1999), sempre più multietniche e rispettose delle differenze culturali, e anche grazie all'impegno delle associazioni no profit, quali Pro Loco Rutigliano, Archeoclub d'Italia e Prato Fiorito, che stimolano la cooperazione sociale.

## Cultura

### Istruzione primaria, secondaria e terziaria
- Scuola elementare - Giuseppe Settanni
- Scuola elementare - Aldo Moro
- Scuola secondaria di primo grado - Alessandro Manzoni
- Scuola secondaria di primo grado - Don Tonino Bello
- Liceo Scientifico, Scienze Applicate, Linguistico e delle Scienze Umane opzione economico-sociale- Ilaria Alpi
- Istituto tecnico commerciale - Eugenio Montale
- Libera Università della Terza Età - Lia Damato
- Biblioteca comunale - Palazzo San Domenico

### Eventi
- 17 gennaio: Festa di Sant'Antonio Abate e Fiera dei fischietti in terracotta con vendita di castagne, frutta secca, focacce e dei caratteristici "fischietti" di argilla, caricature di personaggi classici della vita di paese (il carabiniere, il monaco, la signora formosa, il bandista, ecc.).
- Febbraio: Carnevale in piazza[13], sfilata di carri allegorici organizzata da Il Prato Fiorito e dalle associazioni di volontariato.
- 25 marzo si festeggia l'Annunziata presso l'omonima chiesa rurale, aperta al culto anche la terza domenica di maggio e il Lunedì di Pasqua. La pasquetta è occasione per il rito del "pas-a-pas", una specie di comparizio tra amici di scampagnata.
- Domenica delle Palme: Via Crucis Vivente per le vie della città.
- Il Venerdì Santo ha luogo la processione del Sacro Legno, reliquia conservata nella Chiesa Matrice di Rutigliano, a cui partecipano tutte le congreghe, le associazioni ecclesiali, le autorità ed una gran massa di popolo.
- 25 aprile festa di San Marco, presso la Chiesa della Madonna delle Grazie.
- 3 maggio si festeggia la Croce presso il Santuario del Crocifisso.
- 17 maggio i Rutiglianesi si recano presso il convento della Madonna del Palazzo (restaurato recentemente), per festeggiare S. Pasquale.[14]
- secondo fine settimana di maggio: Festa di Nicola di Bari, patrono.
- 31 maggio festa della Mater Domini, presso l'omonima chiesa rurale.
- Prima domenica di luglio: Festa del Grano.
- 16 luglio si festeggia, con luminarie e processione, la Madonna del Carmine.
- 9-10 agosto: Fiera di san Lorenzo.
- 14-16 agosto: Altarini di Ferragosto
- 13-14-15 settembre: Festa del SS. Crocifisso.
- 23 dicembre: è d'uso che gruppi di musici e cantori vaghino per le vie del borgo antico e non solo intonando le tradizionali "Pastorelle", dolci nenie a Gesù bambino che nasce, fino alle prime luci dell'alba.
- 6 gennaio: Cavalcata dei Magi.
- Ogni prima domenica del mese: borgo antico, Mercato dell'antiquariato e del collezionismo

### Musei e archivi storici
- Museo del Fischietto in Terracotta "Domenico Divella" - ex Convento dei Domenicani[15]
- Museo Civico Archeologico "Grazia e Pietro Didonna" - Piazza XX Settembre[16]
- Museo Capitolare Ecclesiastico "Santa Maria della Colonna" (Museo Didattico di Storia ed Arte Sacra - MuDiAS) - Palazzo Settanni[17]
- Museo a Cielo Aperto del Fischietto in Terracotta "Galloforie" - diffuso nel Centro Storico[18]
- Museo della Scuola - I Circolo didattico "G. Settanni"
- Museo del Gioco - II Circolo didattico "A. Moro"
- Archivio Capitolare Ecclesiastico "Santa Maria della Colonna" - ex Chiesa del Purgatorio Vecchio o di San Gregorio[19]
- Archivio Storico Comunale - seminterrato del Municipio

## IlPassa passe
Usanza molto arcaica in voga fino a qualche decennio fa nelle campagne di Rutigliano. Ogni anno nel giorno del Lunedì dell'Angelo (Pasquetta), presso la chiesa rurale della Santissima Annunziata si svolgeva per l'appunto il "passa passe", una forma di comparatico fra amici. Alcuni nastri variopinti venivano prima benedetti nella cappella e poi allacciati al braccio sinistro dei due "compari", che divenivano da allora in poi amici inseparabili.

Più anticamente, sempre intorno alla chiesa dell'Annunziata, un rito omonimo, ma più ancestrale e profano, contemplava la cura delle ernie attraverso il "passaggio" (passa pass) dell'infermo denudato fra cespi di lentisco fesso. Dopo la pratica, il ramo di lentisco veniva legato. La ripresa della vegetazione del fuscello era di buon auspicio ed era presa quale segno di grazia ricevuta e premonizione di presta guarigione dell'ammalato. Il rito fu oltretutto qualificato dalle autorità ecclesiastiche dell'epoca (come testimoniano i documenti antichi) "abominevole superstizione" per gli evidenti caratteri pagani e superstiziosi che lo contraddistinguevano.

Negli ultimi anni la più recente pratica di comparatico è stata riportata alla ribalta e ancora oggi si svolge, spesso in occasione del Lunedì di Pasqua, presso l'attrezzata Oasi Materdomini, sorta sul sagrato e tutt'intorno alla chiesa rurale di Maria Santissima Materdomini, sita sulla via vecchia per Casamassima.

## Industria e agricoltura
A Rutigliano è famoso il pastificio Divella, fondato nel 1890, ed è rilevante la storica vocazione viticola, infatti abbondano le aziende ortofrutticole adibite all'imballaggio e all'esportazione dell'uva da tavola con denominazioni di origine controllata; tra queste sono da menzionare le uve Vittoria, Italia, Red Globe, Paglieri e Crimson. Questo settore produttivo assorbe la maggior parte della manodopera locale, creando molta occupazione autoctona e straniera.
Il centro è noto come "Città dell'Uva" per la produzione su larga scala di pregiate varietà da tavola (Uva Italia, Vittoria e Red Globe). È inoltre, nel mezzogiorno, conosciuta quale capitale dei "Fischietti in Terracotta".

## Infrastrutture e trasporti

### Strade
I collegamenti stradali principali sono rappresentati dalla strada provinciale 240 (già strada statale 634 delle Grotte Orientali) che la connette a nord-ovest a Capurso e alla strada statale 100, in direzione di Bari, e a sud-est a Conversano. Il tratto rutiglianese della strada è interamente in variante. Inoltre, Rutigliano è collegata a Mola di Bari e alla strada statale 16 Adriatica mediante la strada provinciale 111 e mediante le strade provinciali 84, 122 e 179 ai comuni di Adelfia, Turi e Casamassima.

### Ferrovie
Rutigliano dispone di una stazione delle ferrovie del Sud Est lungo la linea Bari-Taranto, che la collega al centro del capoluogo provinciale con treni regionali.

## Amministrazione
Di seguito è presentata una tabella relativa alle amministrazioni che si sono succedute in questo comune.
| Periodo         | Periodo         | Primo cittadino        | Partito                     | Carica  | Note   |
| --------------- | --------------- | ---------------------- | --------------------------- | ------- | ------ |
| 19 aprile 1988  | 4 luglio 1990   | Pasquale Moccia        | Democrazia Cristiana        | Sindaco | [ 20 ] |
| 4 luglio 1990   | 4 novembre 1991 | Vitangelo Radogna      | Partito Socialista Italiano | Sindaco | [ 20 ] |
| 4 novembre 1991 | 24 aprile 1995  | Vito Antonicelli       | Democrazia Cristiana        | Sindaco | [ 20 ] |
| 13 maggio 1995  | 13 gennaio 1999 | Maria Rosaria Limitone | centro-sinistra             | Sindaco | [ 20 ] |
| 28 giugno 1999  | 14 giugno 2004  | Lanfranco Di Gioia     | centro-destra               | Sindaco | [ 20 ] |
| 14 giugno 2004  | 8 giugno 2009   | Lanfranco Di Gioia     | centro-destra               | Sindaco | [ 20 ] |
| 8 giugno 2009   | 29 maggio 2014  | Roberto Romagno        | centro-destra               | Sindaco | [ 20 ] |
| 29 maggio 2014  | 9 giugno 2019   | Roberto Romagno        | centro-destra               | Sindaco | [ 20 ] |
| 9 giugno 2019   | in carica       | Giuseppe Valenzano     | centro-sinistra             | Sindaco | [ 20 ] |

## Sport
La principale squadra di calcio della città è l'A.S.D. Rinascita Rutiglianese, militante nel girone A pugliese di Promozione.
La Polisportiva Olympia Rutigliano ha una squadra di basket, iscritta al campionato regionale di Serie D, e gioca le sue gare casalinghe alla Tensostruttura Comunale.
La Mens Sana Rutigliano, ASD di basket maschile e femminile, è nata nel 2014. Attualmente la squadra Senior maschile partecipa al Campionato di Prima Divisione.